# مغامرة أولاف الثلجية
مغامرة أولاف الثلجية (بالإنجليزية: Olaf's Frozen Adventure)‏ هو فيلم رسوم متحركة غنائي محرك حاسوبيًا من فئة المغامرات وبطابع احتفالات أعياد الميلاد، يعد رابع إصدارات سلسلة ملكة الثلج بعد فيلم ملكة الثلج والفيلم القصير حمى الجليد والمسلسل الصادر من ليغو غروب والمعروض على قناة ديزني بعنوان ليغو: ملكة الثلج. يأتي الفيلم متمحورا حول الشخصيتين الثانويتين أولاف وسفين في رحلتهم للبحث عن تقاليد آريندل.
تم إنتاجه من قبل استديوهات والت ديزني للرسوم المتحركة وأصدر من قبل أفلام والت ديزني. تم إخراج الفيلم من قبل كيفن ديريتس وستيف ورمرز اللذان أخرجا مسبقا الفيلم الاحتفالي القصير «استعداد وهبوط» الصادر ضمن هيئة الإذاعة الأمريكية في 2009. يستعرض الفيلم أدائًا صوتيًا من جوش غاد وكريستين بيل وإيدينا مينزيل وجوناثان غروف، نفس المؤديين من الفيلم الطويل ملكة الثلج وتبعته القصيرة حمى الجليد. صدر الفيلم متزامنًا مع عرض فيلم بيكسار الطويل كوكو، ليسبقه في صالات العرض. صدر الفيلم بالولايات المتحدة في 22 نوفمبر، 2017، بينما صدر بعدها بيوم مباشرة في معظم دول الشرق الأوسط. انتهى عرض الفيلم القصير بالشرق الأوسط بتاريخ 13 ديسمبر، 2017.

## الأحداث
بأول عيد ميلاد بعدما فتحت أبواب آريندل مرة أخرى، تقيم الملكة إلسا وشقيقتها الأميرة آنا احتفالًا لكل آريندل متفاجئتين بالحضور يغادرون مبكرًا لأداء تقاليدهم الخاصة المعتادة في احتفال عيد الميلاد على عكس المتوقع. وقتها تكتشف الشقيقتان أنهما لا تملكان تقاليدا خاصة بعائلتهما، وتعلل إلسا الأمر بعزلها لنفسها معظم حياتها بغرفتها حتى فتحت الأبواب مما وضع عائقًا لبقائهما معًا. فيندفع أولاف للبحث عن تقاليد آريندل في هذا الاحتفال ليحتفلوا بها جميعا.
بالتجوال عبر المملكة، يقابل أولاف عددا من العائلات ليتعرف على تقاليدهم في عيد الكريسماس والحانوكا وعيد منتصف الشتاء. بعد مقابلتهم لأوكن، يذهب أولاف وسفين عبر مزلقتهم عابرين برودة ثلوج التندرا حتى أشعلا المزلقة مستخدمين قطعة فحم. ينزلق سفين وأولاف عبر التل حتى ينفصلا عن بعضهم البعض في فوهة. بمجرد كعكة فواكه أميركية، ينطلق أولاف محاولًا اجتياز الغابات حتى تهاجمه الذئاب.
في تلك الأثناء، تكتشف الشقيقتان آنا وإلسا بعض الأغراض المنسية في العلية، تتضمن كثيرًا من ذكرياتهم. يعود سفين لكريستوف وآنا وإلسا ليخبرهم بمأزق أولاف، فيحشدان سكان آريندل للبحث عنه. بمكان أخر حيث كان أولاف، عزم أولاف على الفرار من تلك الذئاب، لكنه يفقد الكعكة بسبب صقر فيقلع ويستسلم عن فكرته السابقة بالفرار وشق الغابة حينما كان قريبًا من شجرة قريبة من المملكة. ولم يمض كثير بعدها حتى تعثر عليه الشقيقتان وتهنآنه باكتشاف وجود تقاليد لهم. حيث إنه بعد سنوات من بداية معزل إلسا، راحت آنا تراسلها من أسفل الباب كل عام ببطاقات ودمى لأولاف، ليعودوا جميعًا للاحتفال واستعاد أولاف كعكته حينما أسقطها عليه الصقر.

## الطاقم
- جوش غاد بدور أولاف، رجل الثلج الذي صنعته إلسا في الفيلم الأول ويظهر تلك المرة بدور بطولي.
- كريستين بيل بدور الأميرة آنا، شقيقة الملكة إلسا وخليلة كريستوف.
- إيدينا مينزيل بدور الملكة إلسا، ملكة آريندل وشقيقة آنا الكبرى.
  - إيفا بيلا بدور إلسا الصغيرة.
- جوناثان غروف بدور كريستوف، بائع الثلج وخليل الأميرة آنا.
- كريس وليامز بدور أوكن.
- جون دي لانسي بدور السيد أولسن.
- لاوري فرازر بدور السيدة أولسن.
- بينجامن ديترز بدور طفل الحلوى.
- كايت أندرسون بدور سيدة البسكويت النوريجي وسيدة القطط.
- إليسا سامسل - القطيطات
- آشلي سيلفر مان بأحد الأدوار الإضافية.

## النسخة العربية
| الدور          | الشخصية             | المؤدي الصوتي في النسخة العربية | المؤدي الصوتي في النسخة الإنجليزية |
| -------------- | ------------------- | ------------------------------- | ---------------------------------- |
| الأداء الصوتي  | أولاف               | هشام الجندي                     | جوش غاد                            |
| الأداء الصوتي  | إلسا                | نسمة محجوب                      | إيدينا مينزيل                      |
| الأداء الصوتي  | آنا                 | شروق صلاح                       | كريستين بيل                        |
| الأداء الصوتي  | إلسا الصغيرة        | لوما صبري                       | إيفا بيلا                          |
| الأداء الصوتي  | كريستوف             | علاء خالد                       | جوناثان غروف                       |
| الأداء الصوتي  | بلوط الجوال         | طارق إسماعيل                    | كريس وليامز                        |
| الأداء الصوتي  | السيد أولسن         | هاني عبد الحي                   | جون دي لانسي                       |
| الأداء الصوتي  | طفل عصا الحلوى      | مروان فرحات                     | بينجامن ديترز                      |
| الطاقم التقني  | الوظيفة             | صاحب الوظيفة                    | صاحب الوظيفة                       |
| الطاقم التقني  | إخراج الحوار        | أسماء سمير إبراهيم              | أسماء سمير إبراهيم                 |
| الطاقم التقني  | إخراج الغناء        | إيهاب الشاوي                    | إيهاب الشاوي                       |
| الطاقم التقني  | إعداد النص والأشعار | عمرو حسني                       | عمرو حسني                          |
| الطاقم التقني  | إشراف فني           | عائشة سليم                      | عائشة سليم                         |
| ستوديو الدبلجة | مصرية ميديا         | مصرية ميديا                     | مصرية ميديا                        |

## الموسيقى
يحتوى الفيلم على أربع أغانٍ جديدة أصلية، من كتابة إليسا سامسل وكيت أندرسون. موسيقى الفيلم تأتي من تلحين كريستوفي بيك وجيف مورو وأصدرت بتاريخ 3 نوفمبر، 2017 من قبل تسجيلات والت ديزني.
| 1.            | "عندما يعلو صوت الأجراس"                 | 1:58  |       |       |       |       |       |       |       |       |       |
| 2.            | "أغنية فليمنغارد الراقصة"                | 0:44  |       |       |       |       |       |       |       |       |       |
| 3.            | "عندما يعلو صوت الأجراس" (إعادة)         | 1:16  |       |       |       |       |       |       |       |       |       |
| 4.            | "هذا الوقت من العام"                     | 3:03  |       |       |       |       |       |       |       |       |       |
| 5.            | "هذا الوقت من العام" (إعادة)             | 0:52  |       |       |       |       |       |       |       |       |       |
| 6.            | "حين نبقى معًا"                           | 2:50  |       |       |       |       |       |       |       |       |       |
| 7.            | "مغامرة أولاف الثلجية" (متتابعة موسيقية) | 4:27  |       |       |       |       |       |       |       |       |       |
| 8.            | "أغنية فليمنغارد الراقصة" (نسخة تقليدية) | 3:06  |       |       |       |       |       |       |       |       |       |
| 9.            | "عندما يعلو صوت الأجراس" (نسخة موسيقية)  | 1:58  |       |       |       |       |       |       |       |       |       |
| 10.           | "هذا الوقت من العام" (نسخة موسيقية)      | 3:02  |       |       |       |       |       |       |       |       |       |
| 11.           | "حين نبقى معًا" (نسخة موسيقية)            | 2:49  |       |       |       |       |       |       |       |       |       |
| المدة الكلية: | المدة الكلية:                            | 25:40 | 25:40 | 25:40 | 25:40 | 25:40 | 25:40 | 25:40 | 25:40 | 25:40 | 25:40 |

## جوائز وترشيحات
| الجائزة   | تاريخ التسلم   | الصنف                          | المستلمين والمرشحين                                                | الحالة      | مصادر |
| --------- | -------------- | ------------------------------ | ------------------------------------------------------------------ | ----------- | ----- |
| جائزة آني | 3 فبراير، 2018 | أفضل فيلم رسوم متحركة          | مغامرة أولاف الثلجية                                               | في الانتظار | [ 3 ] |
| جائزة آني | 3 فبراير، 2018 | المؤثرات البصرية في عمل متحرك  | كريستوفر هندركس، دان لوند، مايك نافارو هيروكاي ناريتا، ستيفن شتوود | في الانتظار | [ 3 ] |
| جائزة آني | 3 فبراير، 2018 | أفضل موسيقى في إنتاج عمل متحرك | إليسا سامسل، كيت أندرسون، كريستوفي بيك                             | في الانتظار | [ 3 ] |

## الإنتاج
في باديء الأمر، أعلن في فبراير 2016 عن الفيلم القصير ليعرض بهية الإذاعة الأمريكية كفيلم تلفزي قصير، من إنتاج روي كنلي، وإخراج كيفن ديترس وستيف وارمرز. كشف عنوان الفيلم لأول مرة ضمن عرض «صناعة ملكة الثلج: العودة لآريندل» بـ2016 ضمن هيئة الإذاعة الأمريكية. على الرغم من هذا، تم إقرار عرض الفيلم لفترة مؤقتة قبل فيلم بيكسار الطويل كوكو حيث بدا «سينمائيًا جدا» في رائيهم. عاد الطاقم الأصلي للفيلم وأعلنت القصة مبدئيًا لتتبع مغامرات أولاف في البحث عن أفضل تقاليد المملكة لإلسا وآنا. بعد الانتهاء من العمل على الفيلم، بدأ الطاقم للعمل على رسوم فيلم ملكة الثلج 2 المبدئية.

## الإصدار
تم إصدار مغامرة أولاف الثلجية في صالات السينما مع فيلم كوكو بتاريخ 22 نوفمبر، 2017 في الولايات المتحدة و23 نوفمبر، 2017 في الشرق الأوسط. بينما في بريطانيا، تم إصدار الفيلم مجدداً مع إعادة عرض ملكة الثلج في 25 و26 نوفمبر، 2017. تم إصدار دي في دي فيما بعد في بريطانيا في 7 ديسمبر بشكل حصري فقط لتيسكو. أصدرت النسخة العربية من الفيلم القصير لأول مرة على موقع آيتونز، بتاريخ 14 ديسمبر، 2017.

## الاستقبال
في يونيو 2017, نشرت صحيفة Bleeding Cool مقالًا تتحدث فيه عن أن الفيلم سيعرض لمدة محدودة قبيل الفيلم الطويل كوكو. على الرغم من ذلك فقد سحب الفيلم قبل الموعد المحدد نتيجة كثرة الأراء النقدية التي تلاقاها الفيلم في 8 ديسمبر.
بعد أسبوع من عرض فيلم كوكو في المكسيك، لاحظت وسائل الإعلام المحلية كره الجمهور الشديد لمدة العرض الطويلة للفيلم. بعدها ببضعة أيام قامت جميع صالات العرض في المكسيك بالاعتذار للمشاهدين وقاموا بإزالة الفيلم من العرض. أليسا ويكينسون من موقع Vox.com أفادت بأن الجمهور في أمريكا الشمالية قاموا بانتقاد قرار ديزني لعرض الفيلم القصير الذي تطول مدة عرضه 21 دقيقة قبل الفيلم الرئيسي، وشعرت أيضاً أنه لكان أفضل لو تم إصدار الفيلم تلفزيونياً كما كان من المقرر في البداية.
كتب سايمون بويل من صحيفة The Sun أن الفيلم القصير «ليس مخيباً للتوقعات»، وأضاف «إنه يعمل كجسر ممتاز للجزء الثاني المنتظر من الفيلم الأصلي».

## معلومات إضافية
- يعتبر هذا أول إصدار من إصدارات سلسلة ملكة الثلج بدون إخراج من المخرجة جينيفر لي والمخرج كريس بك (رغم أنه تم استشارتهم), وبدون إنتاج من بيتر دل فيتشو، وبدون تلحين لوبيز كابل.
- يعتبر هذا أول فيلم رسوم متحركة قصير من ديزني ليعرض بصالات العرض منذ عرض فيلم الأمير والمسكين عام 1990.
- يمكن معرفة التوقيت الدقيق لأحداث الفيلم بملاحظة وجود عائلة يهودية تشعل ثمان شموعٍ على الشمعدان معلنة نهاية عيد الحانوكا. حيث تصادفت نهاية عيد الحانوكا مع بداية عيد الميلاد في حقبة الفيلم الزمنية فقط في 1843.

## وصلات خارجية
- مغامرة أولاف الثلجية على موقع IMDb (الإنجليزية)
- مغامرة أولاف الثلجية على موقع روتن توميتوز (الإنجليزية)
- مغامرة أولاف الثلجية على موقع نتفليكس (الإنجليزية)
- مغامرة أولاف الثلجية على موقع ألو سيني (الفرنسية)
- مغامرة أولاف الثلجية على موقع فيلمافينيتي (الإسبانية)
- مغامرة أولاف الثلجية على موقع قاعدة بيانات الفيلم (الإنجليزية)
- مغامرة أولاف الثلجية على موقع ليتربوكسد (الإنجليزية)
- مغامرة أولاف الثلجية على موقع كينوبويسك (الروسية)